# Pęczerzyno
Pęczerzyno (dawniej Pęcerzyno, niem. Panzerin) – wieś w Polsce położona w województwie zachodniopomorskim, w powiecie świdwińskim, w gminie Brzeżno.
We wsi znajduje się zabytkowy późnogotycki kościół św. Antoniego Padewskiego z XVI wieku.

## Historia
Badania archeologiczne wykazały obecność człowieka na tych terenach już w epoce paleolitu.
Pierwszy raz wieś pojawia się w źródłach w roku 1337 pod nazwą Pantzerin, jako siedziba kościoła uważanego za jedną z najstarszych świątyń na Pomorzu. Niemieccy badacze datują jego powstanie na okolice roku 1280. W 1337 roku miejscowość liczyła 44 łany ziemi, z czego 4 wchodziły w skład majątku kościelnego, a 16 stanowiło własność na prawie rycerskim.
W XV wieku wieś była własnością rodu von Krankelfitz.
W 1545 roku funkcje sołtysa i niższego sędziego pełnił Jakub Kurt. Był on odpowiedzialny za płacenie rocznej dzierżawy na rzecz zamku w Świdwinie w wysokości 9 marek niemieckich. Wtedy też nastąpił rozwój protestantyzmu na tych terenach.
W latach 1550, 1554 oraz 1618 mieszkańcy wsi zostali dotknięci epidemią dżumy.
W okresie wojny trzydziestoletniej przez wieś szły przemarsze wojsk szwedzkich oraz cesarskich.
W 1690 roku właścicielem wsi był Christian Dopke, w tym czasie znajdowały się w niej także dobra rycerskie oraz majątek rodziny Billerbeck, który zajmował 301 hektarów. W 1909 roku Pruska Komisja Osiedleńcza rozparcelowała tę posiadłość na mniejsze części pod drobne osadnictwo.
W 1938 roku miejscowość zamieszkiwało 380 osób, z czego większość stanowili niemieccy protestanci.
W czasie II wojny światowej w okolicznych lasach toczono walki w ramach likwidacji tzw. kotła świdwińskiego. Między Pęczerzynem a Brzeżnem, w odległości około 800 metrów od drogi, spadł niemiecki samolot Heinkel, który został zestrzelony przez sowietów. W okolicach wsi SS porzuciło czołgi oraz działa samobieżne. Wyzwolenie wsi miało miejsce 6 marca 1945 roku, jesienią tego roku wysiedlono ludność niemiecką.
W 1962 roku we wsi powstał uniwersytet ludowy, a w 1965 roku w czynie społecznym wybudowano świetlicę wiejską.
Dawniej wieś nazywała się Pęcerzyno, obecnie jest to Pęczerzyno.